# Maatschappij ter Bevordering van het Natuurkundig Onderzoek der Nederlandsche Koloniën
Onder de naam Maatschappij ter Bevordering van het Natuurkundig Onderzoek der Nederlandsche Koloniën, maar naar de stichter Melchior Treub later beter bekend als de Treub Maatschappij, werd op 14 mei 1890 in Amsterdam een vereniging opgericht die zich ten doel stelde de kennis van de natuurlijke gesteldheid van de Nederlandse koloniën te vermeerderen.

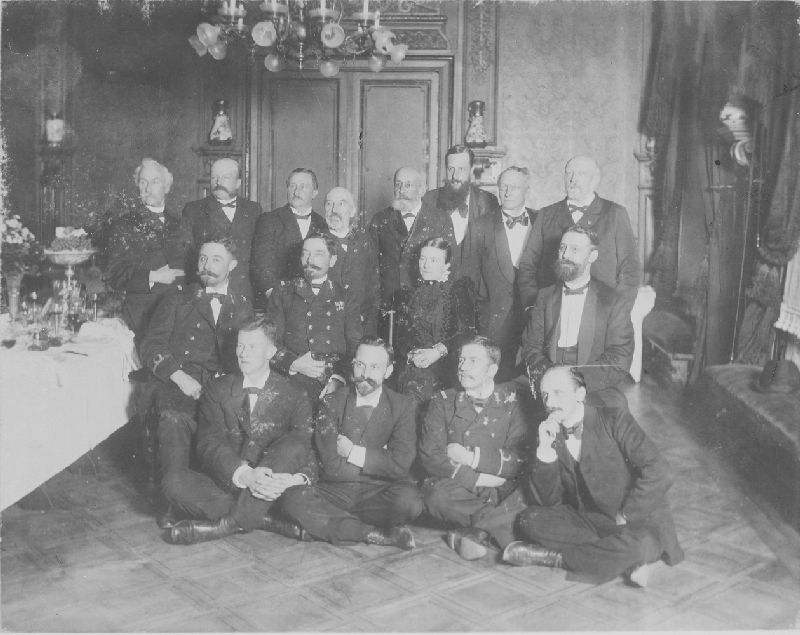
Bijeenkomst van het Bestuur van de Maatschappij en de leden van de Siboga-expeditie, circa 1900-1902. Op de foto o.a. Anna Weber-van Bosse, Henri François Rudolf Hubrecht en Max Wilhelm Carl Weber.

Deze nieuwe kennis moest zowel de zuivere wetenschap als de belangen van landbouw en nijverheid dienen. Daartoe werden vanaf het eind van de negentiende eeuw tot aan de vooravond van de Tweede Wereldoorlog expedities uitgerust naar onbekende delen van de overzeese rijksdelen.
Een aantal klassieke en bekend geworden exploratietochten naar onder andere Borneo en Nederlands-Nieuw-Guinea kwam tot stand met behulp en onder auspiciën van de Maatschappij en het Indisch Comité voor Wetenschappelijke Onderzoekingen, de wetenschappelijke zustermaatschappij in Batavia, Nederlands-Indië.
Na de Tweede Wereldoorlog richtte de Treub Maatschappij zich meer op wetenschappelijk onderzoek in de tropen in brede zin, waaronder leerstoelen en wetenschappelijke bijeenkomsten.

## Belangrijkste expedities
- 1893-1894 - De Borneo-expeditie 1893-1894 van Anton Willem Nieuwenhuis
- 1899-1900 - De Siboga-expeditie van Max Weber
- 1903 - De Noord-Nieuw-Guinea-expeditie van A. Wichmann
- 1907 - De Eerste Zuid-Nieuw-Guinea-expeditie van H.A. Lorentz
- 1909-1910 - De Tweede Zuid-Nieuw-Guinea-expeditie van H.A. Lorentz
- 1912-1913 - De Derde Zuid-Nieuw-Guinea-expeditie van A. Franssen Herderschee
- 1917-1919 - De Ceram-expeditie van Louis Rutten
- 1935-1936 - De Mimika-expeditie van H.J.T. Bijlmer
- 1959 - Sterrengebergte-expeditie